# Gershon Rorich
Gershon Rorich (* 23. Oktober 1973 in Kapstadt; † 3. April 2023 ebenda) war ein südafrikanischer Beachvolleyballspieler.

## Karriere
Rorich spielte sein erstes Open-Turnier 1995 in seiner Heimatstadt Kapstadt mit Adrian Strijdom und erreichte den 25. Rang. Beim Weltserien-Turnier 1996 in Durban kam das Duo auf den 17. Platz. 1997 spielte Rorich in Rio de Janeiro mit Grant Hodge seinen ersten Grand Slam. Ein Jahr später absolvierte er in Toronto und Berlin zwei weitere Open-Turniere mit Strijdom. 2004 kehrte er mit seinem neuen Partner Colin Pocock zur Weltserie zurück und belegte bei den Kapstadt Open den 17. Rang. Drei weitere Open-Turniere beendete das südafrikanische Duo jeweils auf dem 25. Platz. Außerdem spielten Rorich/Pocock drei Grand Slams in Berlin, Marseille und Klagenfurt. Rorich/Pocock qualifizierten sich für die Olympischen Spiele 2004 in Athen. In der Vorrunde gelangen ihnen zwei Siege gegen die Kontrahenten aus Griechenland und Portugal; lediglich gegen die Argentinier Baracetti/Conde kassierten sie eine Niederlage und qualifizierten sich als Gruppenzweite für das Achtelfinale. Dort mussten sie sich den Australiern Prosser/Williams geschlagen geben und beendeten das olympische Turnier auf dem neunten Rang.
2007 spielte Rorich die Fortaleza Open mit Freedom Chiya. 2008 trat er mit Grant Goldschmidt zu vier Open-Turnieren an und kam je zweimal auf den 41. und 57. Platz.